# Ceriporiopsis lagerheimii
Ceriporiopsis lagerheimii är en svampart som beskrevs av Læssøe & Ryvarden 2010. Ceriporiopsis lagerheimii ingår i släktet Ceriporiopsis och familjen Phanerochaetaceae.   Inga underarter finns listade i Catalogue of Life.